# Лиллесанн
Лиллесанн (норв. Lillesand) — коммуна в губернии Эуст-Агдер в Норвегии. Административный центр коммуны — город Лиллесанн. Официальный язык коммуны — букмол. Население коммуны на 2007 год составляло 9238 чел. Площадь коммуны Лиллесанн — 189,81 км², код-идентификатор — 0926.

## История населения коммуны
Население коммуны за последние 60 лет.

Статистика коммуны Лиллесанн

## Ссылки

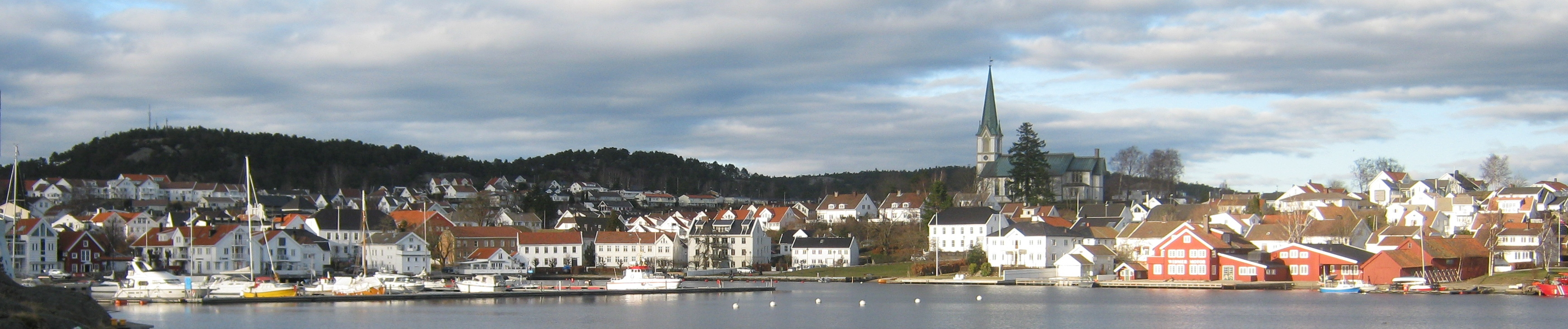
Лиллесанн